# Siluranodon auritus
Siluranodon auritus — єдиний вид роду Siluranodon родини Schilbeidae ряду сомоподібні. Наукова назва походить від грецьких слів silouros, тобто «сом», та odous — «зуби».

## Опис
Загальна довжина сягає 17,5 см. На думку дослідників, у цього виду проявляється педоморфоз, тобто дорослі особини зберігають багато рис нестатевозрілих. Голова подовжена, широка. Очі помірно великі. Щелепи значні. Зуби вкрай дрібні, особливо на верхній щелепі (або практично відсутні). Зуби на піднебінній кістці відсутні. Є 3 пари коротеньких вусів, з яких одна з пар на нижній щелепі є найдовшою. На кінцівці першої зябрової дуги є 50—60 тонких та гнучких зябрових тичинок. Тулуб кремезний, широкий, стиснутий з боків. Спинний (5 м'яких променів) та грудні плавці помірно широкі, високі, з короткою основою та 1 жорстким променем. Черевні плавці поступаються останнім. Жировий плавець відсутній. Анальний плавець довгий, тягнеться від основи хвостового плавця до майже черевних плавців — 67—87 м'яких променів. Хвостовий плавець з великою виїмкою.
Загальний фон сріблястий. Голова і спина коричневого кольору. Також проходить темна смуга уздовж бічної лінії, інші — вище анального плавця та на краю останнього. Спинний, грудні, черевні плавці дещо строкаті.

## Спосіб життя
Це демерсальна риба. Зустрічається в прісній воді в місцях, де росте ейхорнія. Утворює невеличкі косяки. Цей сом активний у присмерку. Живиться зоопланктоном.

## Розповсюдження
Мешкає в басейнах річок Нігер, Вольта, Ніл та озері Чад.